# Danh sách di sản văn hóa Tây Ban Nha được quan tâm ở Ferreries
Danh sách di sản văn hóa Tây Ban Nha được quan tâm ở Ferreries.
| Tên                                                 | Dạng                                              | Địa điểm                                                  | Tọa độ                                        | Số hồ sơ tham khảo? | Ngày nhận danh hiệu? | Hình ảnh                                   |
| --------------------------------------------------- | ------------------------------------------------- | --------------------------------------------------------- | --------------------------------------------- | ------------------- | -------------------- | ------------------------------------------ |
| Khu định cư Binimassó                               | Di tích Khảo cổ học                               | Ferrerías                                                 | 39°57′59″B 3°59′38″Đ / 39,966253°B 3,993918°Đ | RI-51-0003462       | 10-09-1966           | Upload image                               |
| Khu định cư Binissaid                               | Di tích Khảo cổ học                               | Ferrerías                                                 | 39°56′59″B 3°58′22″Đ / 39,949629°B 3,97281°Đ  | RI-51-0003463       | 10-09-1966           | Upload image                               |
| Khu định cư s'Alberg Vell                           | Di tích Khảo cổ học                               | Ferrerías                                                 | 39°59′12″B 3°58′15″Đ / 39,986734°B 3,970886°Đ | RI-51-0003447       | 10-09-1966           | Upload image                               |
| Khu định cư Santa Cecilia                           | Di tích Khảo cổ học                               | Ferrerías Santa Cecília, es Siti dels Cristians           | 40°01′14″B 4°00′33″Đ / 40,020582°B 4,009062°Đ | RI-51-0003469       | 10-09-1966           | Upload image                               |
| Khu định cư Santa Rita                              | Di tích Khảo cổ học                               | Ferrerías Santa Rita, s'Ombrívol                          | 39°59′19″B 4°03′39″Đ / 39,988531°B 4,060814°Đ | RI-51-0003474       | 10-09-1966           | Upload image                               |
| Khu định cư Santa Teresa                            | Di tích Khảo cổ học                               | Ferrerías Santa Teresa, tanca des Camí                    | 40°00′34″B 3°59′32″Đ / 40,00933°B 3,992263°Đ  | RI-51-0003475       | 10-09-1966           | Upload image                               |
| Khu định cư Son Arró (Sa Tanca Gran)                | Di tích Khảo cổ học                               | Ferrerías                                                 |                                               | RI-51-0003481       | 10-09-1966           | Upload image                               |
| Khu định cư Son Gornesset                           | Di tích Khảo cổ học                               | Ferrerías                                                 | 39°58′33″B 3°59′53″Đ / 39,975884°B 3,998072°Đ | RI-51-0003484       | 10-09-1966           | Upload image                               |
| Khu định cư Son Mercer Baix (Es Corral sa Punta)    | Di tích Khảo cổ học                               | Ferrerías                                                 | 39°57′33″B 4°01′02″Đ / 39,95908°B 4,017122°Đ  | RI-51-0003489       | 10-09-1966           | Upload image                               |
| Khu định cư Son Mercer Baix (Hortal ses Carxofes)   | Di tích Khảo cổ học                               | Ferrerías                                                 | 39°57′44″B 4°00′32″Đ / 39,962275°B 4,008856°Đ | RI-51-0003490       | 10-09-1966           | Upload image                               |
| Khu định cư Son Mercer Baix (Tanca Sa Talaia)       | Di tích Khảo cổ học                               | Ferrerías                                                 | 39°57′39″B 4°00′19″Đ / 39,960938°B 4,005298°Đ | RI-51-0003496       | 10-09-1966           | Upload image                               |
| Khu định cư Son Mercer Dalt (Na Salorta)            | Di tích Khảo cổ học                               | Ferrerías                                                 | 39°58′04″B 4°01′16″Đ / 39,967915°B 4,02099°Đ  | RI-51-0003497       | 10-09-1966           | Upload image                               |
| Lâu đài Santa Águeda                                | Di tích Kiến trúc quân sự Tình trạng: Đang đổ nát | Ferrerías                                                 | 40°01′39″B 4°00′28″Đ / 40,0275°B 4,007778°Đ   | RI-51-0008553       | 30-11-1993           | Castillo de Santa Águeda · Upload image    |
| Đồi tăng cường Binidelfà                            | Di tích Khảo cổ học                               | Ferrerías Binidelfà, es Milocar                           | 40°02′13″B 3°59′02″Đ / 40,03684°B 3,983781°Đ  | RI-51-0003461       | 10-09-1966           | Upload image                               |
| Đồi tăng cường Santa Cecilia                        | Di tích Khảo cổ học                               | Ferrerías Santa Cecília, sa Marina de Son Bruc            | 40°00′57″B 4°00′51″Đ / 40,01589°B 4,014207°Đ  | RI-51-0003470       | 10-09-1966           | Upload image                               |
| Costa des Nesplers                                  | Di tích Khảo cổ học                               | Ferrerías                                                 |                                               | RI-51-0003485       | 10-09-1966           | Upload image                               |
| Hang và restos Son Mercer Baix (Es Pas Vermell)     | Di tích Khảo cổ học                               | Ferrerías                                                 | 39°57′41″B 4°01′01″Đ / 39,961292°B 4,017079°Đ | RI-51-0003492       | 10-09-1966           | Upload image                               |
| Darrera ses Cases                                   | Di tích                                           | Ferrerías                                                 |                                               | RI-51-0003459       | 10-09-1966           | Upload image                               |
| Es Castell                                          | Di tích Khảo cổ học                               | Ferrerías Santa Águeda                                    | 40°01′37″B 4°00′25″Đ / 40,026937°B 4,00694°Đ  | RI-51-0003468       | 10-09-1966           | Es Castell · Upload image                  |
| Es Drac                                             | Di tích                                           | Ferrerías                                                 |                                               | RI-51-0003501       | 10-09-1966           | Upload image                               |
| Es Pla Erm                                          | Di tích                                           | Ferrerías                                                 |                                               | RI-51-0003467       | 10-09-1966           | Upload image                               |
| Es Torrent                                          | Di tích                                           | Ferrerías                                                 |                                               | RI-51-0003502       | 10-09-1966           | Upload image                               |
| Gruta Son Mercer Baix                               | Di tích Khảo cổ học                               | Ferrerías Son Mercer de Baix, sa Punta                    | 39°57′30″B 4°00′15″Đ / 39,958274°B 4,004221°Đ | RI-51-0003495       | 10-09-1966           | Upload image                               |
| Hipogeo Algendar Vell                               | Di tích Khảo cổ học Hipogeo                       | Ferrerías Algendar Vell, Tanca de sa Cova                 | 39°58′23″B 3°58′40″Đ / 39,973184°B 3,977737°Đ | RI-51-0003450       | 10-09-1966           | Upload image                               |
| Hipogeo Son Mercer Baix                             | Di tích Khảo cổ học Hipogeo                       | Ferrerías Son Mercer de Baix, ses Cases, pleta des Trèvol | 39°57′43″B 4°00′37″Đ / 39,961867°B 4,010229°Đ | RI-51-0003491       | 10-09-1966           | Upload image                               |
| Hipogeo Son Mercer Dalt (Coster sa Miloca)          | Di tích Khảo cổ học Hipogeo                       | Ferrerías                                                 | 39°58′06″B 4°01′17″Đ / 39,968212°B 4,021328°Đ | RI-51-0003498       | 10-09-1966           | Upload image                               |
| Naveta định cư Santa Teresa (Puig des Trispol)      | Di tích Khảo cổ học                               | Ferrerías                                                 | 40°00′24″B 3°59′42″Đ / 40,006749°B 3,994997°Đ | RI-51-0003476       | 10-09-1966           | Upload image                               |
| Naveta định cư Barranco                             | Di tích Khảo cổ học                               | Ferrerías Es Barrancó                                     | 39°57′25″B 3°59′29″Đ / 39,956944°B 3,991389°Đ | RI-51-0003452       | 10-09-1966           | Upload image                               |
| Naveta Beltrana número 2                            | Di tích Khảo cổ học                               | Ferrerías                                                 | 39°58′53″B 3°59′04″Đ / 39,981278°B 3,984316°Đ | RI-51-0003456       | 10-09-1966           | Upload image                               |
| Navetas định cư Beltrana nº 1                       | Di tích Khảo cổ học                               | Ferrerías                                                 | 39°58′52″B 3°58′50″Đ / 39,981142°B 3,980567°Đ | RI-51-0003455       | 10-09-1966           | Upload image                               |
| Nghĩa địa Algendar Nou                              | Di tích Khảo cổ học Necrópolis                    | Ferrerías                                                 | 39°58′42″B 3°58′27″Đ / 39,978357°B 3,974287°Đ | RI-51-0003449       | 10-09-1966           | Necrópolis de Algendar Nou · Upload image  |
| Nghĩa địa Algendaret                                | Di tích Khảo cổ học Necrópolis                    | Ferrerías                                                 | 39°57′50″B 3°58′30″Đ / 39,963917°B 3,975093°Đ | RI-51-0003448       | 10-09-1966           | Upload image                               |
| Nghĩa địa Binissaïd                                 | Di tích Khảo cổ học Necrópolis                    | Ferrerías Binissaïd, cala Santa Galdana                   | 39°56′08″B 3°57′40″Đ / 39,935457°B 3,961078°Đ | RI-51-0003472       | 10-09-1966           | Upload image                               |
| Nghĩa địa Calafí Vell                               | Di tích Khảo cổ học Necrópolis                    | Ferrerías                                                 | 39°57′52″B 4°00′11″Đ / 39,964528°B 4,003137°Đ | RI-51-0003465       | 10-09-1966           | Upload image                               |
| Khu dân cư Biniatrum                                | Di tích Khảo cổ học                               | Ferrerías Biniatrum, es Puig, s'Alzinar                   | 39°59′02″B 4°00′00″Đ / 39,984018°B 3,999955°Đ | RI-51-0003458       | 10-09-1966           | Upload image                               |
| Khu dân cư Beltrana                                 | Di tích Khảo cổ học                               | Ferrerías La Beltrana, medianera de San Juan              | 39°58′52″B 3°58′51″Đ / 39,981107°B 3,980773°Đ | RI-51-0003457       | 10-09-1966           | Upload image                               |
| Khu dân cư và hipogeo Calafí Vell (Tanca sa Talaia) | Di tích Khảo cổ học                               | Ferrerías                                                 | 39°57′52″B 3°59′50″Đ / 39,964421°B 3,997161°Đ | RI-51-0003464       | 10-09-1966           | Upload image                               |
| Khu dân cư và nghĩa địa Binicalssitx                | Di tích Khảo cổ học                               | Ferrerías                                                 | 39°57′58″B 3°59′37″Đ / 39,966007°B 3,993599°Đ | RI-51-0003460       | 10-09-1966           | Upload image                               |
| Recinto mesa Beltrana (Pleta sa Cova)               | Di tích Khảo cổ học                               | Ferrerías                                                 | 39°58′44″B 3°58′48″Đ / 39,978753°B 3,980041°Đ | RI-51-0003454       | 10-09-1966           | Upload image                               |
| Tàn tích estancia Son Mercer (Es Vilàs)             | Di tích Khảo cổ học                               | Ferrerías                                                 | 39°58′17″B 4°00′49″Đ / 39,971517°B 4,013587°Đ | RI-51-0003500       | 10-09-1966           | Upload image                               |
| Tàn tích Son Mercer Baix (Es Claperàs Pont)         | Di tích Khảo cổ học                               | Ferrerías                                                 | 39°57′46″B 4°01′05″Đ / 39,96285°B 4,018008°Đ  | RI-51-0003488       | 10-09-1966           | Upload image                               |
| Tàn tích Son Triai                                  | Di tích Khảo cổ học                               | Ferrerías Son Triai, tanca de sa Tenaça                   |                                               | RI-51-0003503       | 10-09-1966           | Upload image                               |
| Ruinas Son Marcé Baix                               | Di tích Khảo cổ học                               | Ferrerías                                                 | 39°57′16″B 4°00′22″Đ / 39,954485°B 4,006105°Đ | RI-51-0003487       | 03-06-1931           | Ruinas de Son Marcé de Baix · Upload image |
| Sa Serra                                            | Di tích                                           | Ferrerías Santa Cecília                                   |                                               | RI-51-0003471       | 10-09-1966           | Upload image                               |
| Sa Terra Noveta                                     | Di tích                                           | Ferrerías                                                 |                                               | RI-51-0003486       | 10-09-1966           | Upload image                               |
| Sala hipóstila Sant Gabriel                         | Di tích Khảo cổ học Sala hipóstila                | Ferrerías Sant Gabriel, na Pi                             | 39°57′22″B 3°59′53″Đ / 39,956189°B 3,998046°Đ | RI-51-0003477       | 10-09-1966           | Upload image                               |
| Ses Pletes                                          | Di tích                                           | Ferrerías                                                 |                                               | RI-51-0003494       | 10-09-1966           | Upload image                               |
| Ses Pletes sa Talaia                                | Di tích Khảo cổ học                               | Ferrerías Son Mercer de Baix                              | 39°57′34″B 4°00′22″Đ / 39,959429°B 4,006216°Đ | RI-51-0003493       | 10-09-1966           | Upload image                               |
| Ses Puntes                                          | Di tích Khảo cổ học                               | Ferrerías Son Mercer de Dalt                              | 39°57′35″B 4°01′13″Đ / 39,959779°B 4,020383°Đ | RI-51-0003499       | 10-09-1966           | Upload image                               |
| Talayote Sant Joan                                  | Di tích Khảo cổ học Talayote                      | Ferrerías Sant Joan, tanca des Camí                       | 39°59′09″B 3°58′39″Đ / 39,985758°B 3,977487°Đ | RI-51-0003478       | 10-09-1966           | Upload image                               |
| Talayote ses Païses                                 | Di tích Khảo cổ học Talayote                      | Ferrerías Ses Païsses, s'Antigot                          | 40°00′09″B 3°59′38″Đ / 40,002512°B 3,993968°Đ | RI-51-0003466       | 10-09-1966           | Upload image                               |
| Talayote Son Arrò (Sa Marina Gran)                  | Di tích Khảo cổ học Talayote                      | Ferrerías                                                 | 39°58′45″B 4°03′03″Đ / 39,979234°B 4,050935°Đ | RI-51-0003480       | 10-09-1966           | Upload image                               |
| Talayote Son Bell-lloquet Vell                      | Di tích Khảo cổ học Talayote                      | Ferrerías                                                 | 39°59′24″B 3°58′58″Đ / 39,990119°B 3,982916°Đ | RI-51-0003482       | 10-09-1966           | Upload image                               |
| Talayote Son Patrici                                | Di tích Khảo cổ học Talayote                      | Ferrerías Son Patrici, puig des Bec                       |                                               | RI-51-0003479       | 10-09-1966           | Upload image                               |
| Talayote Tirassec                                   | Di tích Khảo cổ học Talayote                      | Ferrerías                                                 |                                               | RI-51-0003504       | 10-09-1966           | Upload image                               |
| Talayote và hipogeo Santa Ponça                     | Di tích Khảo cổ học                               | Ferrerías                                                 | 39°56′55″B 3°58′42″Đ / 39,948721°B 3,978247°Đ | RI-51-0003473       | 10-09-1966           | Upload image                               |
| Talayote và hipogeo Son Gornés                      | Di tích Khảo cổ học                               | Ferrerías                                                 | 39°58′45″B 3°59′05″Đ / 39,979182°B 3,984741°Đ | RI-51-0003483       | 10-09-1966           | Upload image                               |
| Talayote và asentamiento des Barrancó               | Di tích Khảo cổ học Talayote                      | Ferrerías Es Barrancó                                     | 39°57′23″B 3°59′19″Đ / 39,956267°B 3,988672°Đ | RI-51-0003451       | 10-09-1966           | Upload image                               |
| Tháp Santa Ponsa                                    | Di tích Kiến trúc phòng thủ                       | Ferrerías                                                 | 39°56′00″B 3°58′09″Đ / 39,933454°B 3,96918°Đ  | RI-51-0008554       | 30-11-1993           | Upload image                               |
| Khu vực định cư Barranco                            | Di tích Khảo cổ học                               | Ferrerías Es Barrancó, Tanca dels Pins                    | 39°57′19″B 3°59′37″Đ / 39,955375°B 3,993613°Đ | RI-51-0003453       | 10-09-1966           | Upload image                               |